# 耶律罨古只
耶律罨古只，契丹遥辇氏部落联盟军事首领，出自契丹耶律氏，迭剌部人。
耶律罨古只是耶律萨剌德之孙，耶律帖剌之子，辽太祖耶律阿保机同族伯父。痕德可汗时，被选为迭剌部夷离堇，掌管兵刑。按照契丹习俗，为夷离堇之人，需行再生礼，当时，他的异母弟耶律辖底在耶律释鲁支持下一举夺位。耶律辖底乘他就帐易服时，取红袍、貂蝉冠，乘白马而出，令同党大呼“夷离堇出来了”，众人罗拜，于是行柴册礼，自立为夷离堇，与于越耶律释鲁同掌国政，耶律罨古只于是丧失夷离堇之位。其孙耶律朗。乌拉熙春认为罨古只与杀死耶律狼德、耶律释鲁的蒲古只极有可能是同一人。